# Lijst van burgemeesters van De Wolden
Dit is een lijst van burgemeesters van de Nederlandse gemeente De Wolden in de provincie Drenthe. De gemeente De Wolden is op 1 januari 1998 ontstaan door een fusie van de gemeenten Zuidwolde, Ruinerwold, de Wijk alsmede het grootste stuk van Ruinen.
| Ambtsperiode      | Naam burgemeester                 | Partij of stroming | Bijzonderheden |
| ----------------- | --------------------------------- | ------------------ | -------------- |
| 1998 - 2007       | Sjoerd (Sj.) Kremer               | VVD                |                |
| 2007 - 2011       | Peter (P.H.) Snijders             | VVD                |                |
| 2011 - 2012, 2021 | Janny (J.G.) Vlietstra            | PvdA               | waarnemend     |
| 2012 - 2021       | Roger (R.T.) de Groot             | CDA                |                |
| 2021 - heden      | Inge (I.C.J.) Adema-Nieuwenhuizen | VVD                |                |